# Modelo Beveridgiano

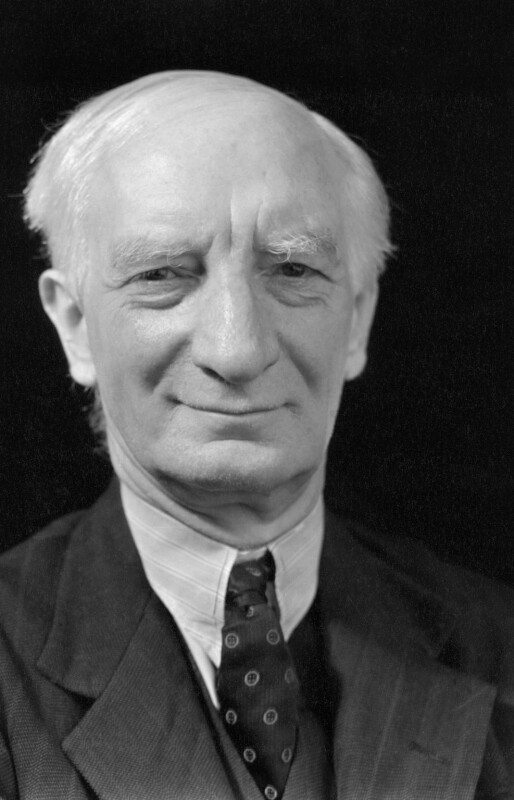
Lord William Beveridge

O modelo Beveridgiano é um sistema de assistência à saúde no qual o governo fornece assistência à saúde para todos os seus cidadãos por meio do pagamento de imposto de renda. Esse modelo foi estabelecido pela primeira vez por William Beveridge no Reino Unido em 1948. Nesse sistema, a maioria dos hospitais e clínicas é de propriedade do governo; alguns médicos e profissionais de saúde são funcionários do governo, mas também há instituições privadas que cobram seus honorários do governo. Como o governo é o pagador único nesse sistema de saúde, ele elimina a concorrência no mercado de saúde e ajuda a manter os custos baixos. O uso do imposto de renda como o principal financiamento para a assistência médica permite que os serviços sejam gratuitos no ponto de atendimento, e a contribuição dos pacientes para os impostos cobre suas despesas de assistência médica.
O modelo de Beveridge enfatiza o saúde como um direito humano. Assim, a cobertura universal é fornecida pelo governo e qualquer cidadão tem cobertura e acesso à assistência médica.
O modelo de Beveridge tem suas políticas distintas, mas a maioria dos países usa variações desse modelo combinadas com outras abordagens de assistência à saúde. Os países que operam com alguma variação do modelo de Beveridge empregam, em sua maioria, um sistema universal de saúde. O sistema universal de saúde garante que todos os residentes de um país tenham acesso garantido à assistência médica. Os países que atualmente estão implementando as políticas do modelo Beveridge incluem o Reino Unido, a Itália, a Espanha, a Dinamarca, a Suécia, a Noruega, a Nova Zelândia e outros.

## História
O modelo Beveridge de assistência médica foi criado por William Beveridge, um economista e reformador social britânico cujas ideias levaram à criação do Serviço Nacional de Saúde (NHS) da Grã-Bretanha em 1948. O modelo teve origem no Reino Unido e se espalhou por muitas áreas do norte da Europa e do mundo.

## Críticas
De acordo com Joseph Kutzin, coordenador da Política de Financiamento da Saúde na Organização Mundial da Saúde, uma preocupação com relação ao sistema é como o governo responderá à crise da saúde. No caso de emergência nacional, o financiamento para a saúde pode diminuir à medida que a renda pública diminui. Tal situação causaria muitos problemas com o grande fluxo de pacientes, e uma solução seria alocar fundos de emergência antes de qualquer crise.